# Mauritiuskerk (Irnsum)
De Mauritiuskerk van Irnsum (Jirnsum) is een kerkgebouw in de gemeente Leeuwarden in de Nederlandse provincie Friesland. De kerk werd in 2018 van binnen omgebouwd tot woning met een B&B in de kerktoren.

## Geschiedenis
De zaalkerk met vijfzijdige koorsluiting is gebouwd door architect aannemer J.R. Nijdam. De eerste steen werd gelegd op 19 mei 1877 door de kerkvoogden. De kerk is in eclectische vormen gebouwd en heeft een neogotische ingangspartij. In de half ingebouwde toren van drie geledingen met spits en frontalen hing een door Gobel Moer gegoten luidklok uit 1488. In 1968 is de klok van Gobel Moer hergegoten door Van Bergen Heiligerlee. 
Het orgel uit 1869 is gebouwd door L. van Dam en Zonen met gebruik van pijpwerk van een orgel uit 1636 dat gemaakt werd door Anthony Verbeek en in 1704 in de voorganger van de kerk werd geplaatst. Toen in 2011 bleek dat het instrument achteruitging door onbruik, is het te koop aangeboden. In maart 2014 is het in gebruik genomen door de PKN-gemeente in de Laurentiuskerk van Zoeterwoude-Dorp.
De kerk is in juni 2010 buiten gebruik gesteld en is te koop gezet; de protestantse kerkgemeenschap in Jirnsum werd te klein en de kosten voor gebruik en onderhoud te hoog. 
Na jarenlange leegstand werd in 2016 besloten om de Mauritiuskerk te slopen. De eigenaar van de Timmermantsjoender, een bouwbedrijf uit Garyp gespecialiseerd in herbestemming van Fries erfgoed, last het bericht over sloop in de krant en besloot de Mauritiuskerk begin 2017 van de kerkenraad te kopen om er een woning van te maken.  Hiermee zou het kerkgebouw met zijn typische kerkspits- en toren voor het dorp behouden blijven. De Timmermantsjoender mocht de kerk voor 50.000 euro kopen op voorwaarde dat hij het gebouw op zijn kosten van buiten zou restaureren en alle vergunningen zou regelen om van de kerk de status van woonhuis te geven. 
Toen de woning in de kerk van binnen casco klaar was, werd de kerk begin 2019 voor een half miljoen euro verkocht aan particulieren. De nieuwe bewoners besloten in de kerk tevens een 
B&B (Fries: Bêd en Brochje) te beginnen: de Mauritiuskerk B&B.
De kerkklok luidt nog altijd ieder uur en is door de nieuwe bewoners gerestaureerd. Wanneer er B&B gasten in de kerktoren overnachten wordt de klok meestal (tijdelijk) uitgezet.

## De Jirnsumer Moeting
Tegenover de Mauritiuskerk staat het pelgrimsmonument 'De Jirnsumer Moeting' dat sinds 2010 het samenkomen van wegen van het Jabikspaad naar Hasselt symboliseert. Als onderdeel van de Europese Jacobswegen naar Santiago de Compostela.